# Домка
Домка (Дъмъка) — новгородский писец рубежа XI—XII веков. Автор двух миней и несохранившихся Апостола и Евангелия.

## Биография
Служил священником в церкви святого Лазаря в Новгороде. Носил христианское имя Яков, однако в записях отмечал своё мирское имя. Домка — является уменьшительным мирским именем, а полными формами могли быть языческие варианты Домаслав, Домаш, Домажир, Домажил.
Являлся одним из писцов Милятина евангелия, созданного в первой половине XII века. По версии Л. В. Столяровой, писцовая запись в этой рукописи была скопирована из более древнего кодекса, и поэтому Домку следует считать одним из создателей этого потенциального утерянного протографа Милятиного евангелия; в конце XII — начале XIII веков евангелие было переписано с перенесением записи Домки, этот вариант дошёл до наших дней в единственной рукописи.
Запись писца Домки из Милятиного евангелия, л. 160:

Помощию Х(ристо)вою написашася с(вя)тии бо(го)видьци ап(о)с(то)ли еуан(ге)листи Іоанъ и Матфеи и Лоука и Маркъ, аминъ. Въ голодное лето написахъ Еуанг(е)лие и Ап(о)с(то)лъ обое одиномь лет(ом) Дъмъка, поп, оу с(вя)т(о)го Лазоря поя, а повелением Милятиномь Лоукиницьмь, и крилъ обое книгы на сп(а)сение собе i на съдравие, аминъ.

Также Домка автор двух месячных миней и недошедшего до нас Апостола. С неизвестным напарником переписал сентябрьскую минею 1095—1096 годов, где он указал своё христианское имя. Октябрьская была переписана вместе с писцом Городенем в 1096 году.